# Commission Chilcot

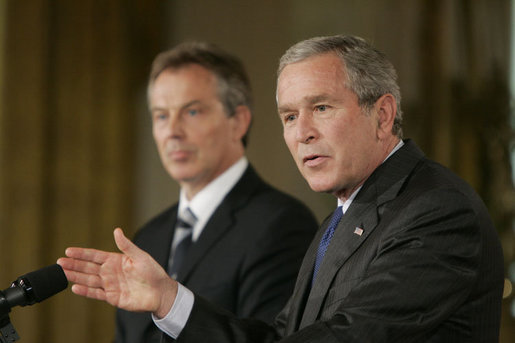
Tony Blair et George W. Bush le 28 juillet 2006

La commission d'enquête sur l'Irak (dite commission Chilcot du nom de son président, John Chilcot),, est une enquête publique britannique sur le rôle joué par le Royaume-Uni dans le déclenchement de la Guerre d'Irak.
La création de la commission d'enquête fut annoncée en 2009 par le Premier ministre Gordon Brown. Ses conclusions furent rendues publiques en 2016.
Le 6 juillet 2016, sept ans après le lancement de l'enquête, Sir John Chilcot annonça la publication du rapport, sous Open Government Licence. Ce document (communément appelé Rapport Chilcot par les médias) conclut que :
- le régime de Saddam Hussein ne représentait pas de menace immédiate pour les intérêts britanniques ;
- le degré de certitude des renseignements concernant les armes de destruction massive avait été exagéré ;
- toutes les solutions diplomatiques n'avaient pas été épuisées avant le recours à la guerre ;
- le Royaume-Uni et les États-Unis avaient sapé l'autorité du Conseil de sécurité de l'Organisation des Nations unies ;
- la détermination de la base juridique était loin d'avoir été satisfaisante ;
- la guerre n'était pas nécessaire en 2003[5],[6],[7].

## Préparation
Le Premier ministre Gordon Brown avait d'abord annoncé que les travaux de la commission d'enquête sur l'Irak seraient menés à huis clos, mais ce choix fut finalement laissé à la discrétion du président de la commission, Sir John Chilcot. Celui-ci jugea qu'il était « essentiel que la procédure d'enquête se déroule le plus possible en public »,. Lorsque l'enquête débuta en juillet 2009, il fut annoncé que la commission pourrait exiger communication de n'importe quel document britannique et solliciter le témoignage de n'importe quel citoyen britannique. Au cours de la semaine précédant les premières auditions de la commission d'enquête, une fuite permit à un journal de publier une série de documents, y compris des rapports militaires, tendant à indiquer que la sortie de guerre avait été mal préparée.

## Déroulement
Le large mandat donné à la commission d'enquête portait sur l'implication du Royaume-Uni en Irak entre 2001 et 2009. Il couvrait la marche à la guerre, l'intervention militaire qui s'ensuivit et ses conséquences en Irak, avec pour objet d'établir précisément le processus de décision, les événements et les enseignements à en tirer pour garantir que, si une situation similaire venait à se reproduire, le gouvernement britannique serait à même de réagir le plus efficacement possible dans l'intérêt supérieur du pays. La commission d'enquête tint des sessions publiques du 24 novembre 2009 au 2 février 2011.
En 2012, le gouvernement refusa de divulguer à la commission d'enquête des documents contenant le procès-verbal détaillé des réunions du Conseil des ministres dans les jours ayant précédé l'invasion de l'Irak en 2003. En parallèle, le Foreign Office gagna en appel contre la décision d'un juge, empêchant que soient dévoilés les extraits d'une conversation entre George W. Bush et Tony Blair quelques jours avant l'invasion. Le gouvernement déclara que la révélation de cette conversation mettrait « significativement en péril » les relations anglo-américaines. La publication du rapport, de l'ordre d'un million de mots, était prévue pour 2014, mais de difficiles négociations se poursuivaient encore à cette époque avec les États-Unis au sujet de la publication de documents.
Lord Wallace of Saltaire déclara au nom du gouvernement qu'il serait inapproprié de publier le rapport dans les mois précédant les élections législatives de 2015. Au mois d'août 2015, il apparut que la publication du rapport serait encore repoussée, du fait de l'obligation légale de Maxwellisation (en) qui permet à toute personne faisant l'objet de critiques dans la version préliminaire d'un rapport officiel de tenter d'y répondre, avant la finalisation et la publication. Chilcot écrivit à David Cameron en octobre 2015 pour lui annoncer que le texte serait achevé en avril 2016 et proposer de le publier en juin ou juillet suivant.

## Membres de la commission
Les membres de la commission d'enquête, choisis par Gordon Brown comprenaient :
- John Chilcot (président), diplomate de carrière et haut fonctionnaire ; il avait déjà participé à la Commission d'examen des renseignements relatifs aux armes de destruction massive (Butler Review)
- Lawrence Freedman, historien militaire et professeur de polémologie au King's College London ; sa note isolant cinq critères à examiner avant de décider d'une intervention militaire avait été utilisée par Tony Blair pour rédiger son discours de Chicago, définissant la doctrine Blair en matière de politique étrangère
- Martin Gilbert, historien (mort le 3 février 2015) ; il avait soutenu l'invasion de l'Irak et affirmé, en 2004, que George W. Bush et Blair pourraient un jour être considérés comme « les égaux de Roosevelt et Churchill »[21]
- Roderic Lyne, ancien ambassadeur en Russie et auprès des Nations unies à Genève, ancien chef de cabinet du Premier ministre John Major
- Usha Prashar, membre non inscrit de la Chambre des Lords, membre de la Commission mixte sur les droits de l'homme et présidente de la Commission de sélection des juges.

Le secrétariat de la commission était assuré par Margaret Aldred.

### Conseillers de la commission
- Roger Wheeler, ancien chef d'état-major général et commandant en chef des forces terrestres[23].
- Rosalyn Higgins, ancienne présidente de la Cour internationale de justice[24].

## Procédure
Le 15 juin 2009, le Premier ministre Gordon Brown annonça d'abord une procédure à huis clos, décision qui fut ensuite retirée après avoir été critiquée dans les médias et à la Chambre des Communes,,.
L'enquête débuta en juillet 2009. Les auditions publiques commencèrent le 24 novembre 2009, le premier témoin appelé étant Peter Ricketts, qui présidait la Commission mixte du Renseignement à l'époque de l'invasion de l'Irak. Sir John Chilcot ouvrit les travaux en faisant savoir que l'intention de la commission d'enquête n'était pas de désigner des coupables, mais qu'elle « retracerait tout ce qui s'était passé » et ne « hésiterait pas » à formuler des critiques lorsque cela serait justifié. La commission mena de nouvelles audiences à partir de en janvier 2011, le premier témoin appelé étant cette fois l'ancien Premier ministre Tony Blair.

### Protocole du 29 octobre
Le 29 octobre 2009, le gouvernement rendit public un protocole, convenu avec la Commission Chilcot, sur le traitement des informations sensibles sous forme écrite ou électronique. Il prévoyait de ne publier aucun élément susceptible de :
- a) porter préjudice à l'intérêt public, selon les principes normaux et établis permettant de déterminer le poids de l'intérêt public, sur la base du Public-interest immunity (en) en usage dans les tribunaux d'Angleterre-et-Galles, incluant, sans s'y limiter 
  - i) la sécurité nationale, les intérêts de défense ou les relations internationales ;
  - ii) les intérêts économiques du Royaume-Uni ou de toute partie du Royaume-Uni ;
- b) mettre en danger la vie d'un individu ou lui faire courir un risque d'atteinte physique grave ;
- c) divulguer des informations commerciales ayant un caractère sensible ;
- d) violer le principe de non-divulgation des communications entre un avocat et son client ;
- e) influencer (dans le cas où le privilège de non-divulgation des communications entre un avocat et son client a été volontairement abandonné) la position du gouvernement quant à des procédures judiciaires en cours ;
- f) enfreindre les règles de droit applicables dans les tribunaux d'Angleterre-et-Galles en vertu des dispositions de la section 17 de la Loi encadrant les pouvoirs d'enquête ;
- g) enfreindre les règles de droit applicables à la divulgation par le MI5, le MI6 ou le GCHQ, la règle du contrôle de la source régissant la non-divulgation des documents détenus par les services de renseignements ou autres engagements ou arrangements régissant la communication d'informations sensibles ;
- h) enfreindre la Loi protégeant les données personnelles ; ou
- i) influencer le déroulement ou l'issue de toute enquête publique ou pénale en cours dans des affaires liées aux informations dont la divulgation est proposée.

## Témoins
La commission d'enquête auditionna des témoins variés, parmi lesquels des hommes politiques (dont plusieurs étaient ministres au moment de l'invasion), des hauts fonctionnaires (dont des juristes et directeurs du renseignement), des diplomates (essentiellement des ambassadeurs britanniques en Irak et aux États-Unis) et des officiers supérieurs (dont les anciens chefs d'état-major généraux et chefs d'état-major des armées, ainsi que des officiers supérieurs opérationnels).
Les témoins reçus durant les premières auditions, jusqu'à l'interruption de Noël, étaient essentiellement des fonctionnaires, responsables du renseignement et de la sécurité, diplomates et officiers. Parmi les plus importants se trouvaient Christopher Meyer, ancien ambassadeur aux États-Unis, l'amiral Lord Boyce, ancien chef d'état major des armées, John Scarlett, directeur du MI6, le général de division Tim Cross, officier le plus haut gradé présent sur le théâtre d'opération à la suite de l'invasion et le général de l'armée de l'air Brian Burridge, commandant en chef des forces britanniques lors de l'invasion.
L'ancien Premier ministre Tony Blair fut interrogé publiquement par la commission le 29 janvier 2010, puis à nouveau le 21 janvier 2011. Cela suscita dans les deux cas des manifestations devant le centre de conférences. Compte tenu de l'intérêt suscité par le témoignage de Blair, les personnes pouvant accéder aux auditions durent être désignées par tirage au sort. Des accès exceptionnels furent cependant accordés aux proches des soldats blessés ou morts au combat, dont certains lancèrent des accusations irritées à l'adresse de Blair lors de sa seconde audition.
Lorsque la commission reprit ses travaux en janvier 2010, ce fut principalement pour auditionner de hommes politiques et anciens responsables du gouvernement. Parmi eux se trouvaient Alastair Campbell (ancien directeur de la communication de Tony Blair) puis, le 2 février 2010, Clare Short (alors secrétaire d'État pour le Développement international) ; celle-ci critiqua à plusieurs reprises Blair, le Procureur-Général Peter Goldsmith et d'autres représentants du gouvernement du Royaume-Uni pour l'avoir selon elle induite en erreur, ainsi que d'autres députés, pour tenter d'obtenir leur consentement à l'invasion de l'Irak.
Gordon Brown, qui avait affirmé que les dépenses militaires avaient augmenté chaque année durant la guerre en Irak, dut revenir sur cette affirmation lorsque son caractère erroné fut mis en évidence.
Les travaux furent momentanément suspendus pour éviter toute interférence avec les élections législatives de 2010. Les auditions publiques reprirent le 29 juin 2010, en commençant par le témoignage de Douglas Brand, conseiller principal du ministère de l'Intérieur irakien pour les questions de police de 2003 à 2005.
Le dernier témoin entendu en audience publique, le 2 février 2011, fut Jack Straw, ministre des Affaires étrangères de 2001 à 2006.

## Publication
Le rapport final de la commission d'enquête, publié le 6 juillet 2016, compte 2,6 millions de mots et 12 volumes, accompagnés d'une synthèse. Une copie imprimée valant 767 livres sterling, les familles endeuillées reçurent un exemplaire gratuit. Le rapport a également été publié en ligne.
Le rapport a été mis à la disposition du public sous Licence ouverte v3.0, bien que cela exclue tout document fourni par des tiers.

## Conclusions
Le rapport fut décrit comme accablant (BBC News), rendant un verdict écrasant (The Guardian) ou encore mordant (The Daily Telegraph). Il critique largement l'action du gouvernement et de l'armée britanniques, qu'il s'agisse de justification de l'option militaire, de stratégie ou de planification de l'après-guerre. Richard Norton-Taylor écrivit dans The Guardian que le rapport « ne pourrait pas être plus accablant » pour Tony Blair et « constitue un réquisitoire terrible, sans précédent, contre la façon dont un Premier ministre a pu prendre des décisions en s'affranchissant de tout semblant de décision collective au sein du Cabinet, en subvertissant les agences de renseignement et en exagérant les menaces pesant sur la sécurité nationale britannique ».

### Le choix de l'option militaire était mal étayé
Le rapport conclut que, dans la marche à la guerre, les solutions diplomatiques pouvant permettre d'éviter l'instabilité et la prolifération d'armes de destruction massive n'avaient pas été épuisées et que la guerre, par conséquent, ne constituait « pas le dernier recours ». Une intervention se serait peut être révélée nécessaire par la suite mais, en 2003, Saddam Hussein ne représentait pas de menace immédiate et la majorité des membres du Conseil de sécurité de l'ONU soutenaient la poursuite des inspections d'armements et de la surveillance onusiennes.
Le rapport ne met pas en cause la conviction personnelle qu'a pu avoir Blair de la nécessité de la guerre, mais uniquement la façon dont il a présenté les éléments de preuve en sa possession. Le rapport blanchit cependant le bureau du Premier ministre de toute tentative d'influer sur le contenu du Dossier irakien où il était affirmé que l'Irak était capable de lancer des armes de destruction massive en l'espace de 45 minutes ; c'est au Joint Intelligence Committee que le rapport reproche la faiblesse des éléments de preuve contenus dans le dossier. Des sources gouvernementales indiquèrent à ce sujet que le contenu du rapport avait été porté à la connaissance du gouvernement avant publication et que certains de ses enseignements étaient d'ores et déjà pris en compte.
C'est plus précisément Richard Dearlove, directeur du MI6, que le rapport tient pour responsable, pour avoir présenté directement à Blair - avant d'avoir vérifié leur exactitude - des renseignements dits chauds sur les armes de destruction massive supposées, fournis par un Irakien bénéficiant d'un accès phénoménal aux strates supérieures du gouvernement irakien. Les enquêteurs sont arrivés à la conclusion que les rapports gouvernementaux attribuaient à ces informations un degré de certitude exagéré, sans en détailler les incertitudes et les nuances comme il l'aurait fallu. Il fut découvert par la suite que l'informateur avait menti. Le rapport Chilcot indique que « l'intervention personnelle et immédiate [de Dearlove] a ajouté du poids à un rapport qui n'avait pas été correctement évalué, déformant sans doute la perception qu'en ont eu les ministres et hauts fonctionnaires ». Le lendemain de la publication du rapport, Blair a reconnu qu'il aurait dû s'assurer que de tels rapports de renseignement étaient bien étayés avant de s'appuyer sur eux pour justifier une action militaire en Irak,.
Certains fonctionnaires du MI6 s'étaient aussi inquiétés de la qualité de sa source - notamment en remarquant qu'un détail erroné sur le stockage d'armes chimiques dans des récipients en verre semblait tiré du film Rock – et avaient exprimé des doutes sur sa fiabilité. Le ministre des Affaires étrangères Jack Straw demanda néanmoins au MI6 d'utiliser cette source pour obtenir « des renseignements-miracles ».

### La base juridique de la guerre était loin d'être satisfaisante
L'enquête ne portait pas sur la légalité de l'action militaire et la commission ne pouvait pas statuer à ce sujet, n'étant pas une cour internationalement reconnue. Le rapport critiqua en revanche la façon dont le gouvernement avait étudié la base juridique de la guerre, jugée « loin d'être satisfaisante ». Ainsi, il a été demandé au procureur général Peter Goldsmith - qui aurait dû fournir un rapport écrit détaillé au Cabinet - de présenter oralement les éléments de preuve, sans qu'il ne soit par ailleurs soumis à des questions de contre-examen approfondies ; lord Goldsmith n'a ainsi pas expliqué sur quelle base il pouvait être décidé que l'Irak avait violé la résolution 1441 du Conseil de sécurité de l'ONU. La recommandation de Goldsmith changea entre janvier 2003, où il jugea une deuxième résolution nécessaire, et mars 2003, où il estima que la résolution 1441 était suffisante, le rapport décrivant des pressions du bureau du Premier ministre sur Goldsmith pour qu'il revoie son jugement,. La commission conclut qu'en résolvant d'entrer en guerre sans résolution du Conseil de sécurité, le Royaume-Uni « sapait l'autorité du Conseil de Sécurité ».

### Le Royaume-Uni a surestimé sa capacité à influencer les décisions américaines concernant l'Irak
Le rapport constata que Blair avait tenté de convaincre Bush de la nécessité de rechercher le soutien de l'ONU, de leurs alliés européens et des États arabes, mais qu'il avait « surestimé sa propre capacité à influencer les décisions américaines sur l'Irak ». Le rapport accusa Blair de s'être montré personnellement trop conciliant avec les États-Unis, notant qu'« en dépit d'inquiétudes sur la qualité de la planification américaine, il ne conditionna pas l'engagement militaire britannique à un accord sur un plan d'après-conflit satisfaisant » et soulignant que Blair avait écrit à Bush, dans une note personnelle : « Je serai avec vous quoi qu'il arrive ». Au contraire de ce qu'affirmait Tony Blair, Chilcot conclut que la relation spéciale n'imposait pas d'entente inconditionnelle entre le Royaume-Uni et les États-Unis. Le rapport identifia ainsi plusieurs circonstances dans lesquelles un pays était entré en guerre sans l'autre sans porter durablement préjudice à leurs relations diplomatiques, y compris la Guerre du Vietnam et la Guerre des Malouines.

### La préparation et la planification de la guerre étaient«tout à fait insuffisantes»
Le rapport conclut que les plans britanniques pour l'Irak d'après la chute du régime baasiste étaient « tout à fait insuffisants » et que le ministère de la Défense avait envoyé les forces britanniques en Irak sans équipement adéquat ni vision stratégique. Il a aussi constaté que la stratégie d'après-conflit n'avait fait l'objet d'aucune supervision ministérielle.
Les plans de guerre tablaient à l'origine sur une invasion par le nord, mais la Turquie refusa que les troupes britanniques traversent sa frontière. Les plans durent donc être entièrement revus deux mois avant le début de la guerre, délai insuffisant pour évaluer les risques ou préparer les brigades.
Il manqua des équipements-clés à la dotation des soldats, des hélicoptères, véhicules blindés et véhicules de reconnaissance et de renseignement. En outre, le ministère de la Défense ne sut pas s'adapter rapidement à la menace des engins explosifs improvisés.
La commission établit que les plans n'avaient pas tenu compte de plusieurs préoccupations exprimées par des officiers quant aux risques de la guerre. « Les risques de conflit intérieur en Irak, d'action de l'Iran en faveur de ses intérêts, d'instabilité régionale et d'activité d'Al-Qaïda en Irak avaient tous été explicitement identifiés avant l'invasion ». La posture volontariste des officiers militaires les a aussi conduit à minimiser les dangers et les revers lors des briefings.
Le rapport décrivit également comme humiliante la situation dans la ville de Bassorah, où les Britanniques furent contraints de conclure un marché avec les insurgés pour faire cesser les attaques contre leurs troupes.

### L'action militaire n'a pas atteint ses objectifs
Selon le rapport, l'action militaire britannique n'a pas atteint ses objectifs, Bagdad et le sud-est de l'Irak se trouvant rapidement déstabilisés à la suite de l'invasion.
À cette époque, le Royaume-Uni était également engagé dans la guerre en Afghanistan où les chefs militaires jugeaient avoir plus de chances de succès. De ce fait, davantage d'équipement, de personnel et d'attention du commandement y furent consacrés au détriment du théâtre irakien lors des phases ultérieures de la guerre, ce qui aggrava les difficultés.

## Réactions et analyses

### Réactions gouvernementales
Dans une déclaration à la Chambre des communes l'après-midi suivant la publication du rapport, le Premier ministre David Cameron refusa de se prononcer sur le caractère erroné ou mauvais de la guerre en Irak comme de présenter des excuses au nom du Parti Conservateur pour son rôle dans la course à la guerre. Cameron déclara qu'il ne voyait pas « l'intérêt considérable » qu'il y aurait à « rejouer tous les débats de la journée » et estima qu'il était préférable de se concentrer sur « les enseignements de ce qui s'est passé et ce qui doit être mis en place pour s'assurer que des erreurs ne puissent pas être faites à l'avenir ».
Le même jour, le porte-parole du département d'État américain John Kirby déclara lors du point de presse quotidien de la Maison-Blanche que les États-Unis ne commenteraient pas le rapport, invitant les journalistes à adresser leurs questions aux responsables britanniques et soulignant que l'attention des États-Unis se portait sur la Syrie plutôt que sur une décision vieille de 13 ans : « Nous ne porterons pas de quelconque jugement sur ce rapport et je laisserai aux autorités britanniques le soin de dire dans quelle mesure elles ont l'intention d'en tirer des enseignements. C'est vraiment, encore une fois, à elles de s'exprimer. Nous n'allons pas le passer en revue, nous n'allons pas l'examiner, nous n'allons pas tenter de l'analyser ou de porter un quelconque jugement sur ses conclusions. Nous nous concentrons, je le répète, sur les défis que nous avons à relever aujourd'hui en Irak et en Syrie »,.

### Réactions politiques
Après la publication du rapport, Jeremy Corbyn, chef de l'opposition et leader du Parti Travailliste — qui avait voté contre l'action militaire — prononça un discours à Westminster, déclarant : « Je présente aujourd'hui des excuses sincères, au nom de mon parti, pour la décision désastreuse d'entrer en guerre en Irak en mars 2003 », décision qu'il qualifie d'« acte d'agression militaire lancé sous une justification trompeuse » et qui est « considéré de longue date comme illégal par une majorité écrasante dans l'opinion internationale ». Corbyn a en particulier présenté des excuses au « peuple d'Irak », aux familles des soldats britanniques morts ou blessés en Irak et aux « millions de citoyens britanniques qui estiment que notre démocratie a été salie et ébranlée par la manière dont l'entrée en guerre a été décidée ».
À travers une déclaration d'Alex Salmond diffusée après la publication du rapport, le Parti national écossais a déclaré : « Après un tel carnage, les gens se demandent inévitablement si le conflit était inévitable et utile. À l'évidence, la réponse de Chilcot est : non. Et qui est responsable ? À l'évidence, la réponse est : Tony Blair. Il faut à présent réfléchir aux sanctions politiques ou juridiques appropriées pour les responsables ».

### Réactions des membres du gouvernement aux affaires lors du déclenchement de la guerre d'Irak
Après la publication du rapport, Tony Blair a reconnu que le document formulait « des critiques réelles et fondées quant à la préparation, à la planification, aux procédures et à la relation avec les États-Unis », tout en citant des sections du rapport qui, a-t-il dit, « devraient mettre fin aux allégations de mauvaise foi, de mensonge ou de tromperie ». Il déclara : « qu'on soit ou non d'accord avec ma décision d'entreprendre une action militaire contre le régime de Saddam Hussein, je l'ai prise de bonne foi et dans ce que je croyais être le meilleur intérêt du pays. (...) J'assumerai l'entière responsabilité de toute erreur, sans exception ou excuse. Je dirai en même temps pourquoi, je crois néanmoins qu'il était préférable de faire tomber le régime de Saddam Hussein et pourquoi je ne crois pas que cela soit la cause du terrorisme que nous voyons aujourd'hui tant au Moyen-Orient qu'ailleurs dans le monde »,.
À la suite de la publication du rapport, le vice-Premier ministre à l'époque de la guerre en Irak, John Prescott, déclara que la guerre était illégale.
Le Financial Times nota que « toutes les enquêtes précédentes sur la décision britannique d'envahir l'Irak furent rapidement condamnées par l'opinion comme des tentatives de blanchir les responsables. L'enquête monumentale publiée par Sir John Chilcot prête difficilement le flanc à une telle accusation. (...) Après la commission Hutton en 2003 et la commission Butler l'année suivante, la seule chose que Sir John ne pouvait pas se permettre de produire était un autre rapport balayé comme une tentative de blanchissement ».

### Accusations de tromperie
Les commentateurs politiques furent partagés quant à la mesure dans laquelle le rapport montrait que Tony Blair avait menti ou délibérément induit en erreur le Parlement et l'opinion publique. NBC News nota que le document « n'allait pas jusqu'à dire que Blair avait menti » ; le principal éditorialiste politique du Financial Times, Philip Stephens, affirma que Blair avait « péché par excès de certitude plutôt que par duplicité », tandis qu'Eli Lake écrivit pour Bloomberg News que le rapport prouvait que Blair « n'avait pas menti pour pouvoir intervenir en Irak ». A contrario, Corbyn déclara devant le Parlement que les députés ayant voté pour la guerre avaient été « induits en erreur par un petit nombre de personnalités de premier plan au gouvernement » qui « ne s'étaient pas embarrassées de scrupules dans leur façon de justifier l'option militaire » et Caroline Lucas, députée du Parti Vert, a affirmé que les contradictions entre les déclarations publiques de Blair et ses notes privées adressées à Bush prouvaient que Blair mentait quant au caractère inévitable de la guerre. Le juriste Philippe Sands nota que le rapport retenait ses coups mais assemblait les faits de telle façon qu'il était possible d'en déduire un mensonge, une tromperie ou une manipulation

## Critiques
La programmation et la nature de l'enquête - et en particulier le report de ses conclusions après les élections législatives de 2010 - suscitèrent une controverse politique. Le chef du Parti Conservateur, David Cameron, qualifia l'enquête d'« entourloupe de l'establishment » et les Libéraux-Démocrates menacèrent de boycotter toute audition. Lors d'un débat parlementaire sur la mise en place de la commission d'enquête, les députés de tous les grands partis critiquèrent le choix de ses membres par le gouvernement, en raison de l'absence de personnalités disposant d'une expérience militaire directe et de compétences d'enquêteur établies, ainsi que de représentants élus. Plusieurs députés soulignèrent que Chilcot ne serait pas en mesure d'entendre des témoignages sous serment. La désignation de Gilbert comme membre de la commission d'enquête fut critiquée au motif qu'il avait dans le passé comparé Bush et Blair à Roosevelt et Churchill.
Les critiques des Libéraux-Démocrates se poursuivirent au début des audiences publiques, le chef du parti Nick Clegg accusant le gouvernement d' étouffer l'enquête en donnant aux ministères un pouvoir de véto sur des portions du rapport final. En parallèle, un groupe de militants pacifistes organisa une manifestation devant le centre de conférences,. L'expertise de la commission fit aussi l'objet de préoccupations, notamment celles de hauts magistrats en rapport avec son mandat sur les questions de légalité. Le 22 novembre 2009, l'ancien ambassadeur britannique Oliver Miles publia dans l'Independent on Tuesday un article s'interrogeant sur la nomination à la commission d'enquête de deux historiens britanniques ayant auparavant exprimé leur soutien à Israël. En octobre 2010, le Cablegate vint révéler un télégramme diplomatique de l'ambassade américaine à Londres rapportant que Jon Day, directeur général de la politique de sécurité du ministère de la Défense britannique, a assuré aux États-Unis avoir « mis en place des mesures pour protéger [leurs] intérêts » dans le cadre de l'enquête. Cela fut interprété comme indiquant que l'enquête serait limitée de façon à « éviter le plus possible d'embarrasser les États-Unis »,.
En 2012, le procureur général Dominic Grieve fut critiqué pour son refus de divulguer à la commission d'enquête des documents contenant le procès-verbal détaillé des réunions du conseil des ministres dans les jours précédant l'invasion de l'Irak en 2003. En parallèle, le Foreign Office gagna son appel d'une décision judiciaire, empêchant la divulgation d'extraits d'une conversation téléphonique entre Bush et Blair quelques instants avant l'invasion. Le gouvernement britannique déclara que la communication du contenu de cette conversation mettrait « significativement en péril » les relations anglo-américaines. Dans sa contribution à l'enquête, le juriste Philippe Sands fit les observations suivantes :
« une enquête indépendante néerlandaise a récemment conclu – unanimement et sans ambiguïté – que la guerre n'était pas justifiée en droit international. La commission d'enquête néerlandaise était présidée par W.J.M. Davids, éminent ancien président de la Cour suprême des Pays-Bas, et quatre de ses sept membres étaient juristes. La commission néerlandaise était bien placée pour traiter d'importants problèmes juridiques. Je note cependant que cette Commission ne compte aucun membre pourvu d'une quelconque expérience juridique. (traduit de l'anglais) »
En 2011, The Independent recensa 15 accusations portées contre Blair auxquelles l'enquête n'avait pas encore répondu. L'ancien ministre David Owen déclara lors d'une réunion publique en 2013 que la commission se trouvait « empêchée de révéler des extraits d'échanges qu'elle juge pertinents entre le président Bush et le Premier ministre Tony Blair ». Il en tint pour responsables Blair et Cameron qui, selon lui, ont conclu un marché secret aux fins d'empêcher la publication d'importants documents dans leur intérêt personnel mutuel. Il apparut que le Bureau du Cabinet s'était opposé à la divulgation de « plus de 130 enregistrements de conversations » entre Bush et Blair, ainsi que de « 25 notes de M. Blair au président Bush » et « quelque 200 débats du cabinet ».
Beaucoup d'observateurs jugèrent excessif le temps pris par la commission pour rendre son rapport, qui fut largement critiqué,,. Certains critiquèrent aussi la publication électronique du rapport final uniquement au format PDF, y compris des images de scans de photocopies de documents électroniques imprimés, et pas dans un format ouvert.